# Emilie Fink
Emilie Fink (født 30. september 2004) er en kvindelig dansk fodboldspiller, der spiller som midtbanespiller   I Fc Thy-Thisted Q.

## Karriere

### FC Salling
Emilie Fink startede hendes fodboldkarriere i FC Salling.

### Fc Thy-Thisted Q
I 2022 skrev Fc Thy-Thisted en 3-årig kontrakt med Emilie Fink.

### U-Landsholdet
I 2022 og 2023 spillede Fink 3 kampe for U19-landsholdet og scoret 1 mål.